# Ondrej Šulaj
Ondrej Šulaj, né le 26 septembre 1949 à Vígľaš (Slovaquie centrale, alors en Tchécoslovaquie), est un cinéaste slovaque, auteur de scénarios, professeur à l'École supérieure des arts de la scène de Bratislava VŠMU, dont il a été le recteur pendant huit ans.
Il est le mari de l'actrice Anna Šulajová et le père de Katarína Šulajová (dramaturge et actrice) et Zuzana Šulajová (photographe, actrice et cinéaste).

## Biographie
Ondrej Šulaj a fait des études de 1969 à 1974 à la faculté de cinéma de l'École supérieure des arts de la scène de Bratislava VŠMU. Il commence sa carrière en 1974 au Théâtre SNP de Martin. De 1978 à 1988 il dirige le théâtre Nova Scena de Bratislava tout en donnant des cours à l'École supérieure des arts de la scène de Bratislava VŠMU. À partir de 1989, il devient professeur à la même école (département de scénario) et y exerce des fonctions de direction (doyen de la faculté de cinéma de 1993 à 1999, puis recteur de 2003 à 2011).
Depuis 2013 il est président de l'académie slovaque du film et de la télévision (Slovenská filmová a televízna akadémia SFTA).

## Filmographie
- 2008 Muzika

- 2004 Bloodlines

- 2003 Čert ví proč

- 2000 Thomas le fauconnier (Sokoliar Tomáš)

- 1999 Prague vu par (épisode  "Pictures From a Visit")

- 1997 Orbis Pictus

- 1996 Silvánovci (Téléfilm)

- 1995 Le Jardin Záhrada

- 1994 Vášnivý polibek / Vášnivý bozk (Un baiser passionné)

- 1993 Všetko čo mám rád / Všechno co mám rád (Tout ce que j'aime) - Prix spécial au Festival international du film de Strasbourg

- 1993 Na Bukvovom dvore (Téléfilm)

- 1993 O psíčkovi a mačičke (Téléfilm)

- 1992 Neha La Tendresse

- 1989 Správca skanzenu

- 1985 Poznám takú bylinku (Téléfilm)

- 1982 Pomocník

- 1982 Pavilón seliem

- 1979 Chlapec z majera (Téléfilm)

- 1977 Ako sa Vinco zaťal (Téléfilm)

- 1977 Tapákovci (Téléfilm)

- 1973 Lupici v Hammerponde (Téléfilm)